# Pierre Ozanne
Pour les articles homonymes, voir Ozanne.
Pierre Ozanne, né à Brest le 3 décembre 1737 où il est mort le 10 février 1813, est un dessinateur, graveur et ingénieur maritime français.
Il est le frère cadet de Nicolas Ozanne, comme lui dessinateur de marine. Tous deux sont considérés comme des témoins précieux de la France navale et de son évolution, de Louis XV à l’Empire.

### Carrière sous la Monarchie (1750-1788)

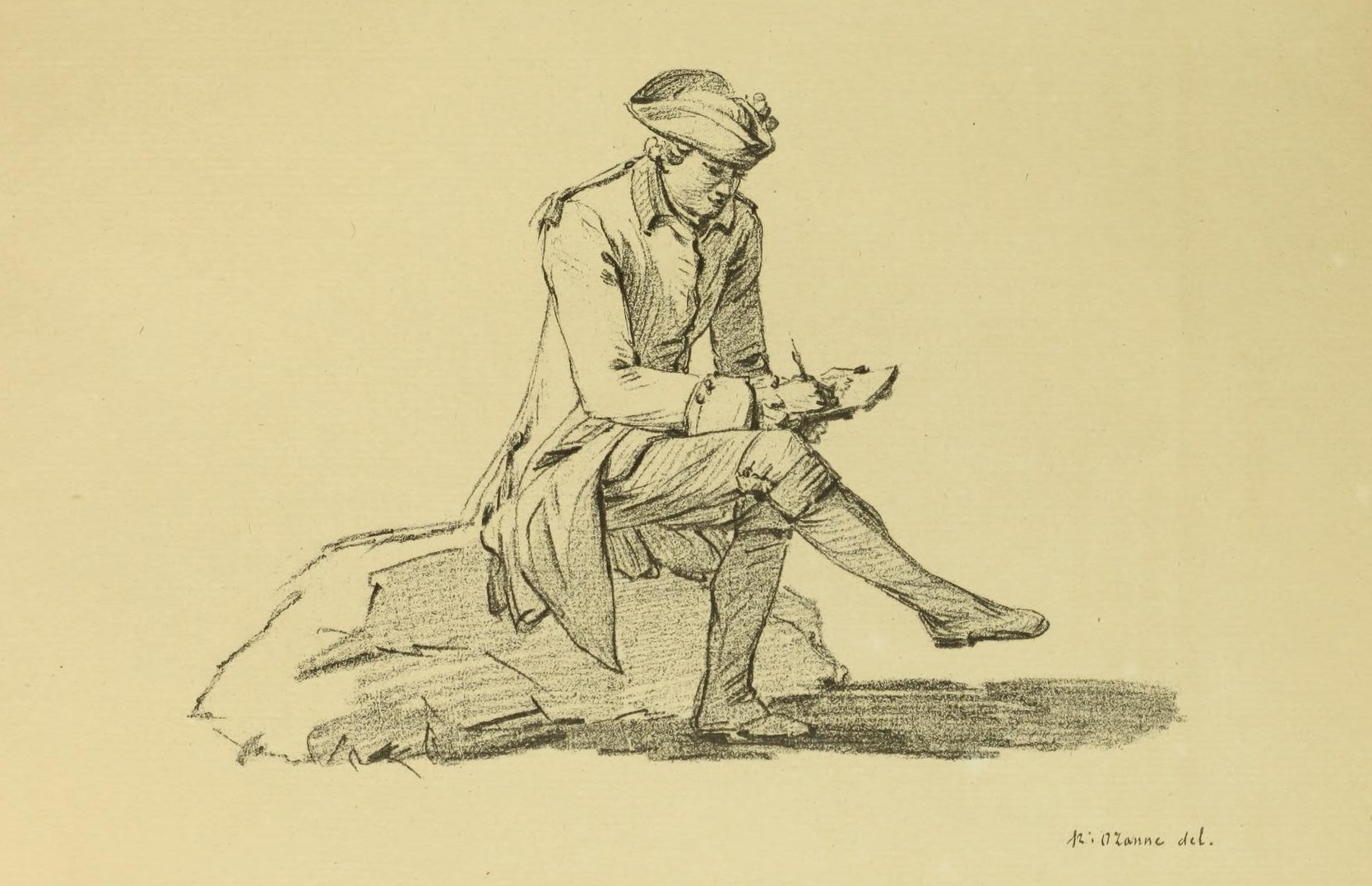
Pierre Ozanne dessinant, autoportrait.

Élève de son frère Nicolas, Pierre Ozanne entre au service comme élève dessinateur dans sa ville natale en mars 1750. Il devient maître de dessin des gardes-marines à Brest en mai 1757 et s’intéresse aussi à la construction des bâtiments de mer. Il embarque en 1771-1772 sur la frégate la Flore, comme dessinateur dans l’expédition scientifique commandée par Verdun de la Crenne autour de l’Atlantique. En 1774, il embarque sur l’Hirondelle sous les ordres de Saint Césaire. Il séjourne deux ans à terre, puis embarque en qualité de volontaire sur la Boussole du chevalier de Borda. L’expédition, qui dure neuf mois, a pour but de déterminer la position exacte des îles Canaries. À son retour, il est admis à l’Académie de marine. De 1773 à 1775, il est professeur de dessin à l’École royale de marine du Havre.
En mars 1778, il devient sous-ingénieur constructeur puis embarque en avril sur le Languedoc, vaisseau amiral de l’escadre de d’Estaing envoyée en Amérique pour y soutenir la révolte des Insurgents contre l’Angleterre. Il exécute alors, une remarquable série de dessins qui constituent un véritable reportage sur la première partie de cette campagne. En 1783, il embarque sur la Boulonnaise, puis les deux années suivantes sur le Vautour, commandé par Puységur et qui séjourne à Saint-Domingue. Les cartes, plans et dessins qu’il dresse à cette occasion sont publiés par son frère Nicolas. Attaché à son retour au Dépôt des cartes et plans, il est chargé par le ministre de la Marine de Castries de dessiner les combats de la guerre d’Amérique et d’étudier des modèles de sculpture pour les vaisseaux. En juin 1786, il se rend à Cherbourg pour suivre le voyage qu’y effectue Louis XVI à l’occasion des travaux dans la rade.

### Carrière sous la Révolution, le Consulat et l’Empire (1789-1811)
En mai 1788, il est nommé ingénieur-constructeur. Il travaille à Brest et suit la construction de plusieurs bâtiments dont le Vengeur. En octobre 1792, il est nommé à Toulon comme sous-chef de l’administration civile, poste qu’il rejoint en janvier 1793. Il est présent dans la ville lorsque celle-ci est investie par les Anglo-espagnols à l’occasion des troubles révolutionnaires. Il réussit à se sauver le 30 septembre et rentre sur Paris. En décembre, il est affecté à Cherbourg avec mission de faire un rapport sur les forêts et les bois de la région.
En avril 1794, il relève la frégate Carmagnole échouée sur la pointe de Querqueville. En 1795-1797, il dirige le service des constructions navales de Saint-Malo. Pendant cette période, il séjourne à Brest à trois reprises pour travailler au relèvement du vaisseau les Droits de l’homme et de la frégate anglaise l’Amazon, échoués en baie d’Audierne ; à celui de la canonnière l’Arrogante, échouée dans la baie des Trépassés ; à celui, enfin, d’une frégate anglaise échouée dans la baie de Dinan. En mars 1796, il est promu ingénieur constructeur de 1re classe. Il travaille aussi à Rochefort. En 1798, il obtient un congé qu’il met à profit, sur les conseils du ministre Bruix, pour publier une partie de ses Ornements de proue et le Combat de la Bayonnaise.
En août 1801, en raison de ses quatre années de service en mer, il reçoit le titre de capitaine de vaisseau, mais continue d’exercer uniquement ses fonctions d’ingénieur. En 1802, il dirige la construction de la corvette la Diligente qui se révèle être l’un des meilleurs marcheurs de la flotte (le bâtiment traverse l’Atlantique, de Brest à la Dominique en 22 jours). En décembre 1804, il représente le corps du génie maritime au sacre de Napoléon. En 1809 ou 1810, il compose un important ouvrage sur la construction navale. Il prend se retraite le 27 janvier 1811, après plus de 59 ans de service. Souffrant depuis de nombreuses années de la maladie de la pierre, il refuse néanmoins de se faire opérer. Il meurt à Brest le 10 février 1813, non des suites de cette maladie, mais d’une chute chez lui.

### Caractère et anecdotes
Pierre Ozanne a été toute sa vie un dessinateur infatigable, au point qu’il n’est pas facile de cerner l'ensemble de ses travaux. Le temps que ne lui réclamaient pas ses fonctions, il le passait dans son cabinet à dessiner, mais plus encore dans le port ou la rade Brest. Il armait souvent un canot et, accompagné de deux hommes, parfois de deux enfants, il était sur l’eau en travaillant à reproduire les effets de ciel, de mer, de côtes, pour les restituer le plus fidèlement possible. Beaucoup de dessins ou gravures sont aujourd’hui conservés par les musées nationaux ou municipaux.
L’homme passe pour avoir eu un caractère bon, indulgent, serviable, d’une compagnie sûre et agréable. Une note d’octobre 1793 rédigée par lui laisse aussi entrevoir un mélange d’humour et de fausse modestie, puisqu’il décrit ses aptitudes et son service par ces termes : « A toujours cultivé, dans le silence du cabinet, les sciences et les arts ; […] a fait exécuter plusieurs vaisseaux à Brest, et a construit une frégate sur ses plans […]. Il peut donner des lumières importantes sur la théorie des fluides et sur les écoles de marine, où il a enseigné près de 30 ans […] ; dessine passablement la marine […]. Âgé et infirme, il ne peut plus remplir de place de chef. »

## Publication
- Illustrations de Voyage fait par ordre du roi en 1771 et 1772 en diverses parties de l'Europe, 1778. Plans et dessins de Pierre Ozanne[7].

## Galerie

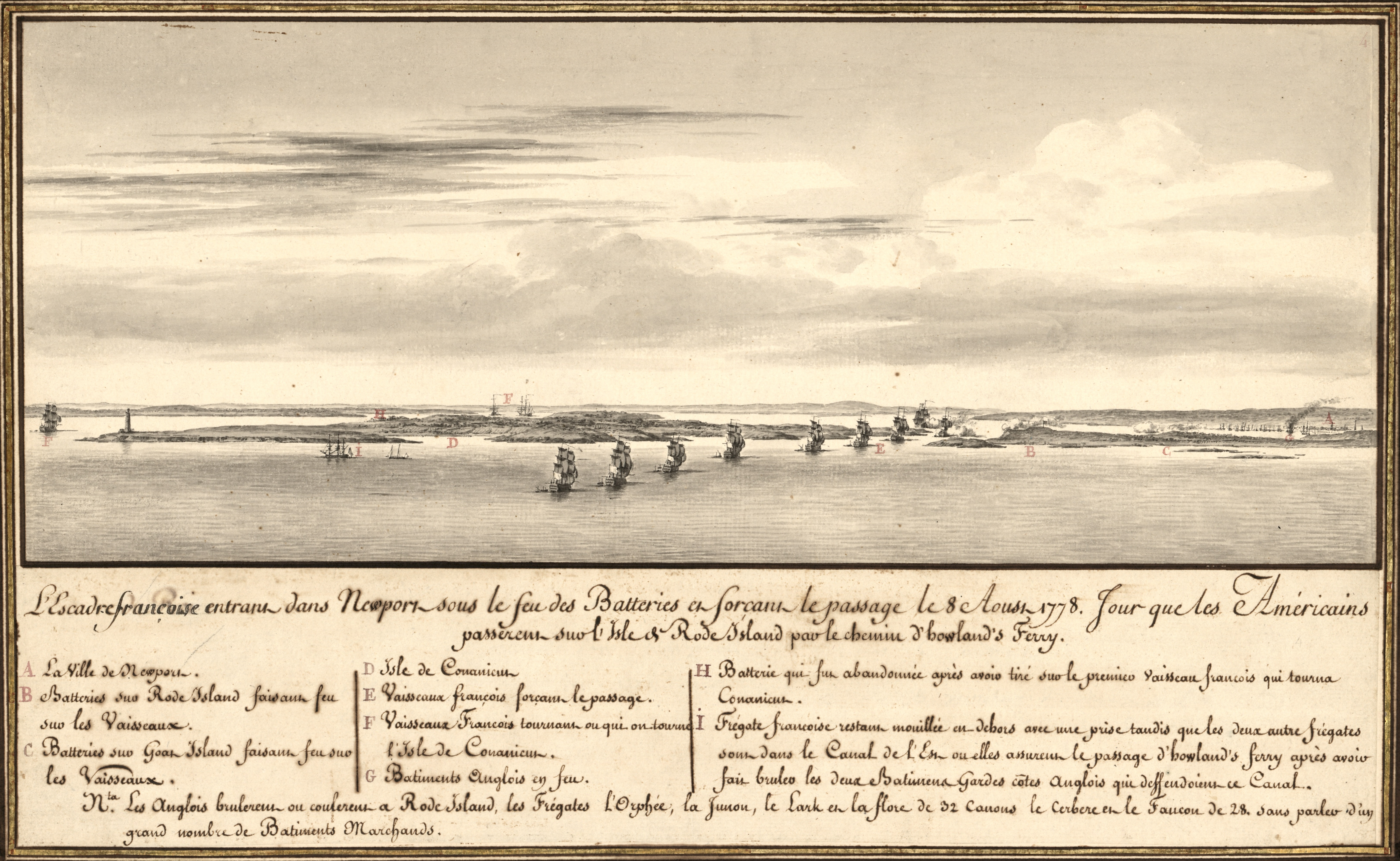
L’escadre française entrant dans la baie de Newport le 8 août 1778 après avoir traversé l'Atlantique.
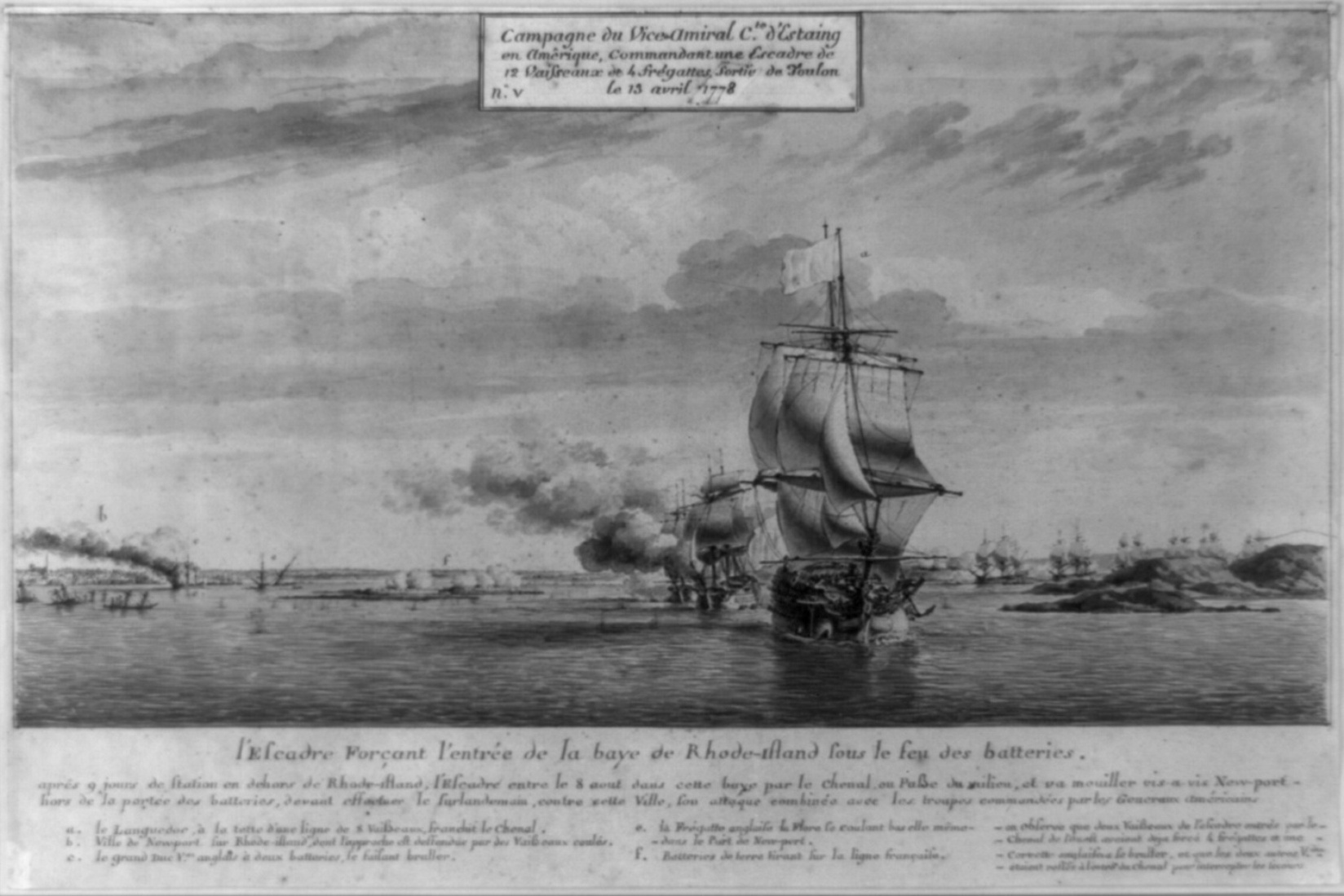
L’escadre française forçant le passage contre les batteries anglaises à Newport.
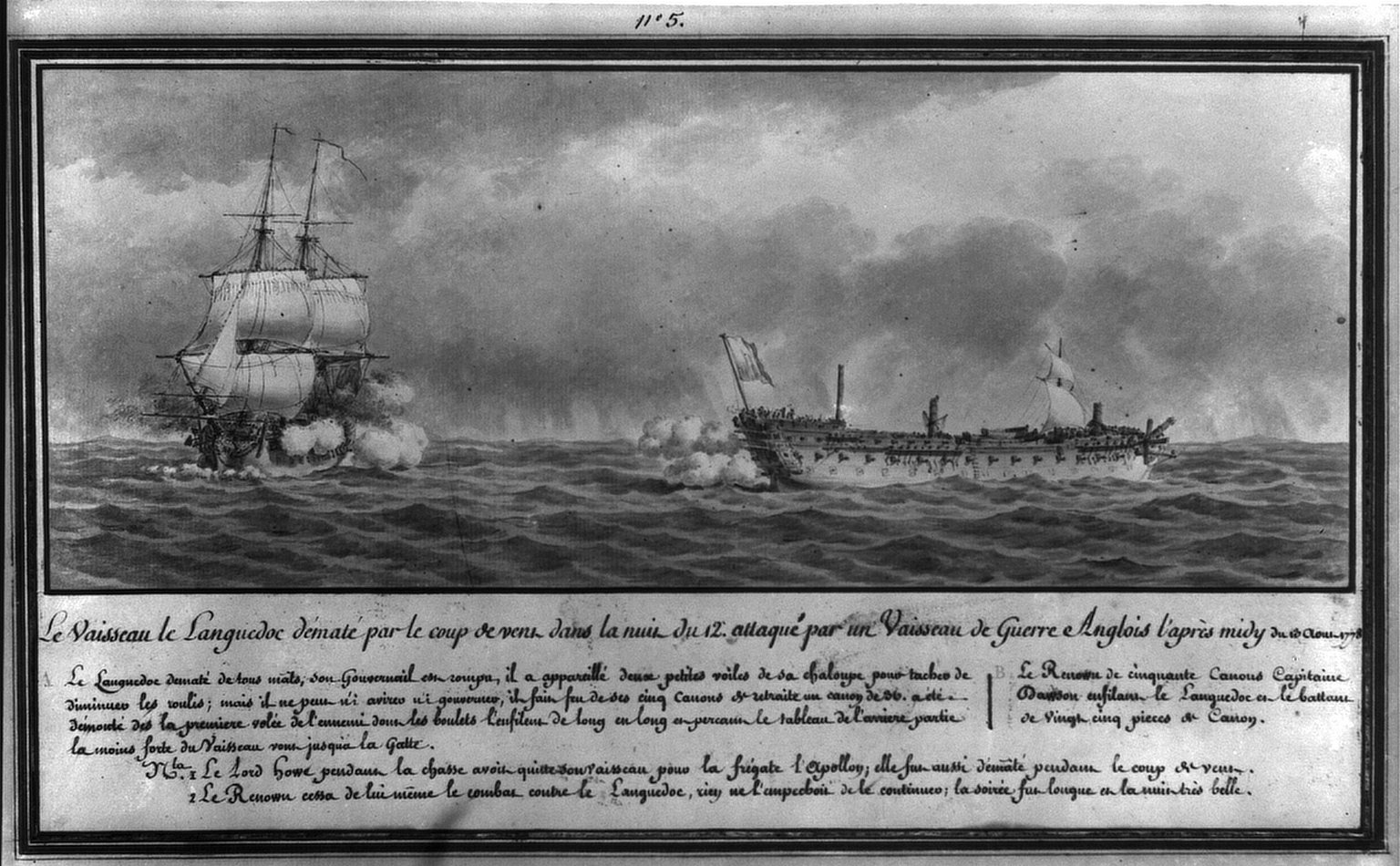
Le vaisseau amiral le Languedoc attaqué après avoir été démâté par une tempête.
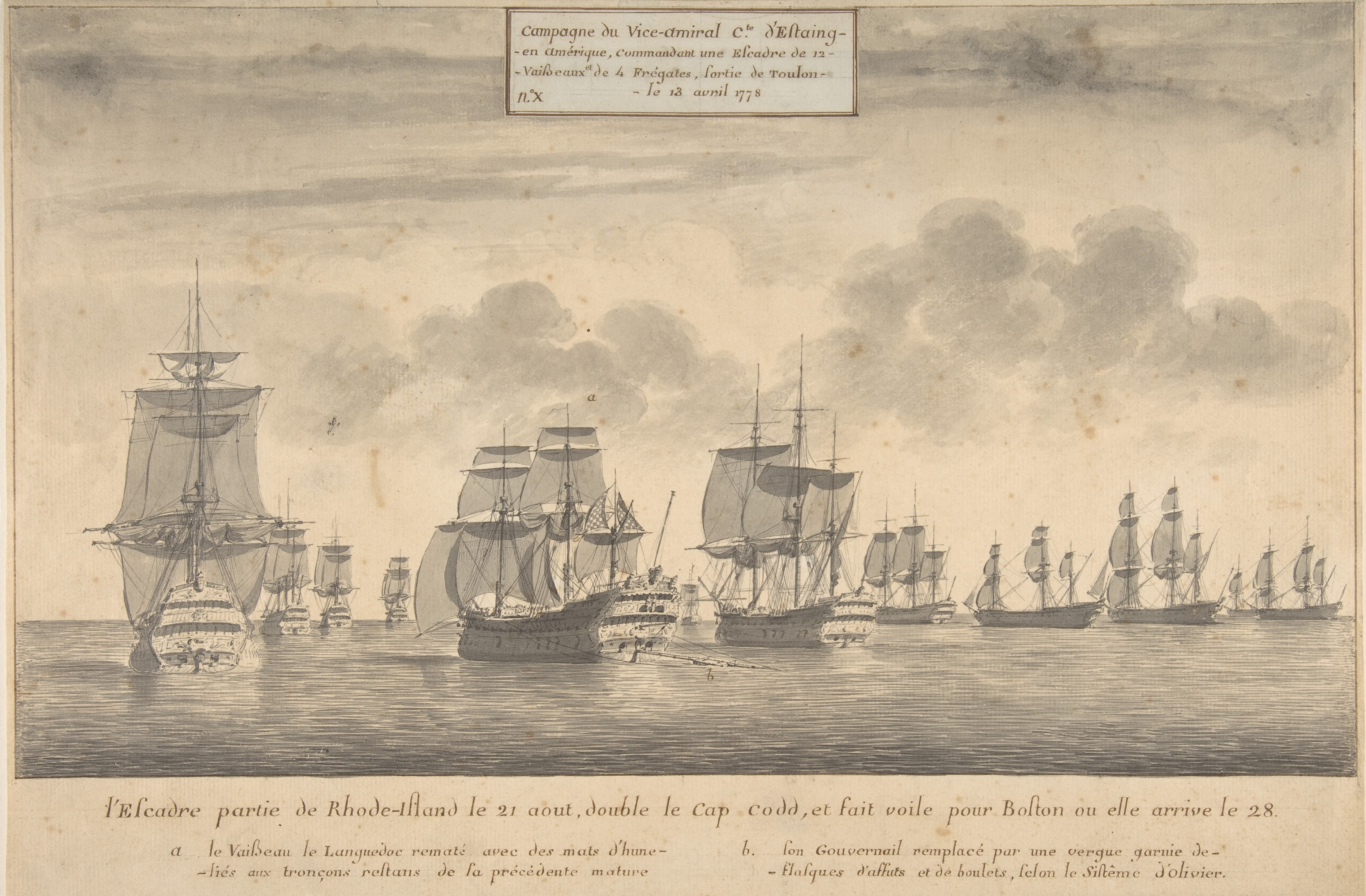
Le Languedoc sous gréement et gouvernail de fortune rejoint par les autres vaisseaux.
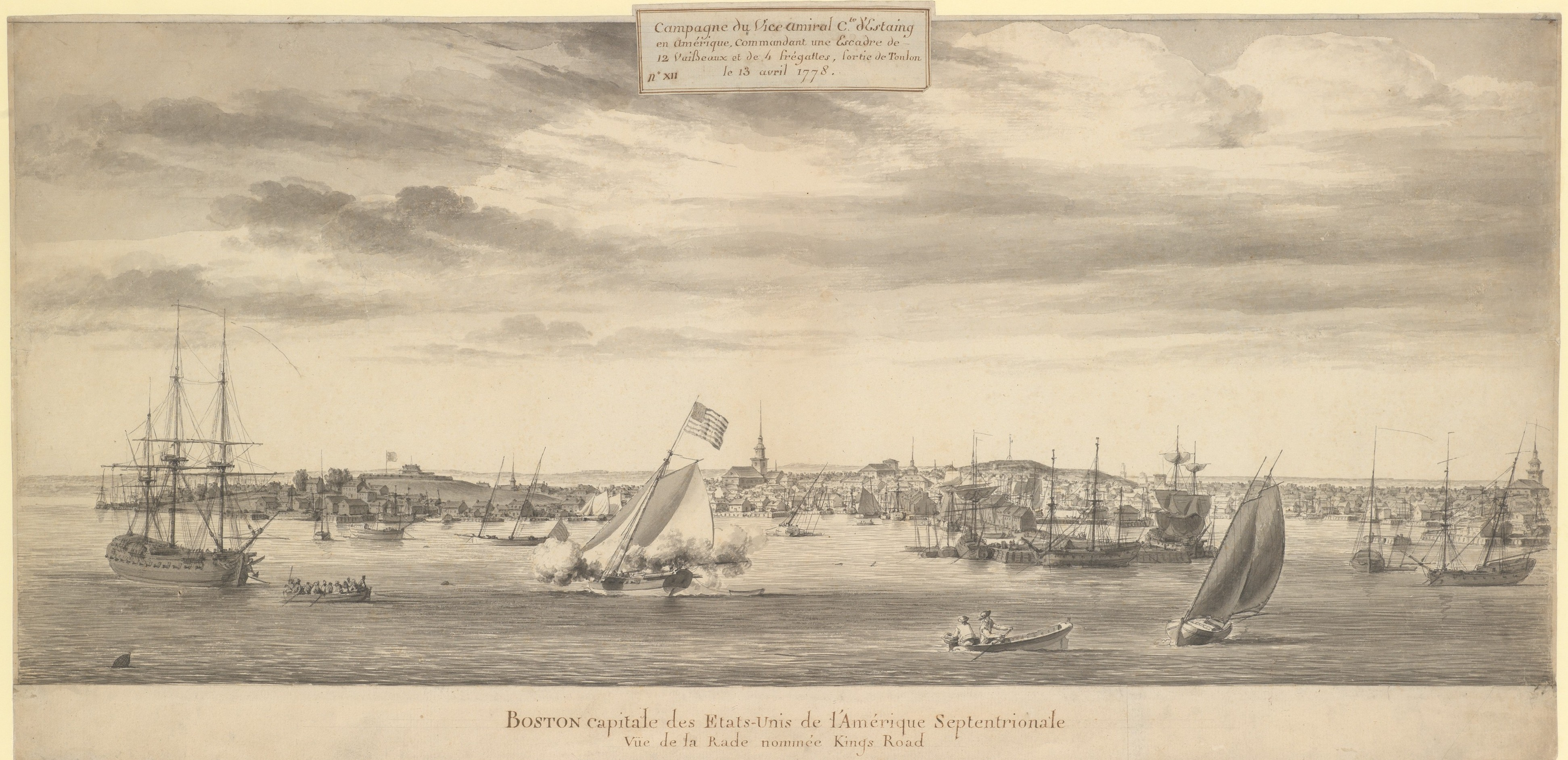
Le port de Boston où stationne l’escadre française plusieurs semaines à l'automne 1778.
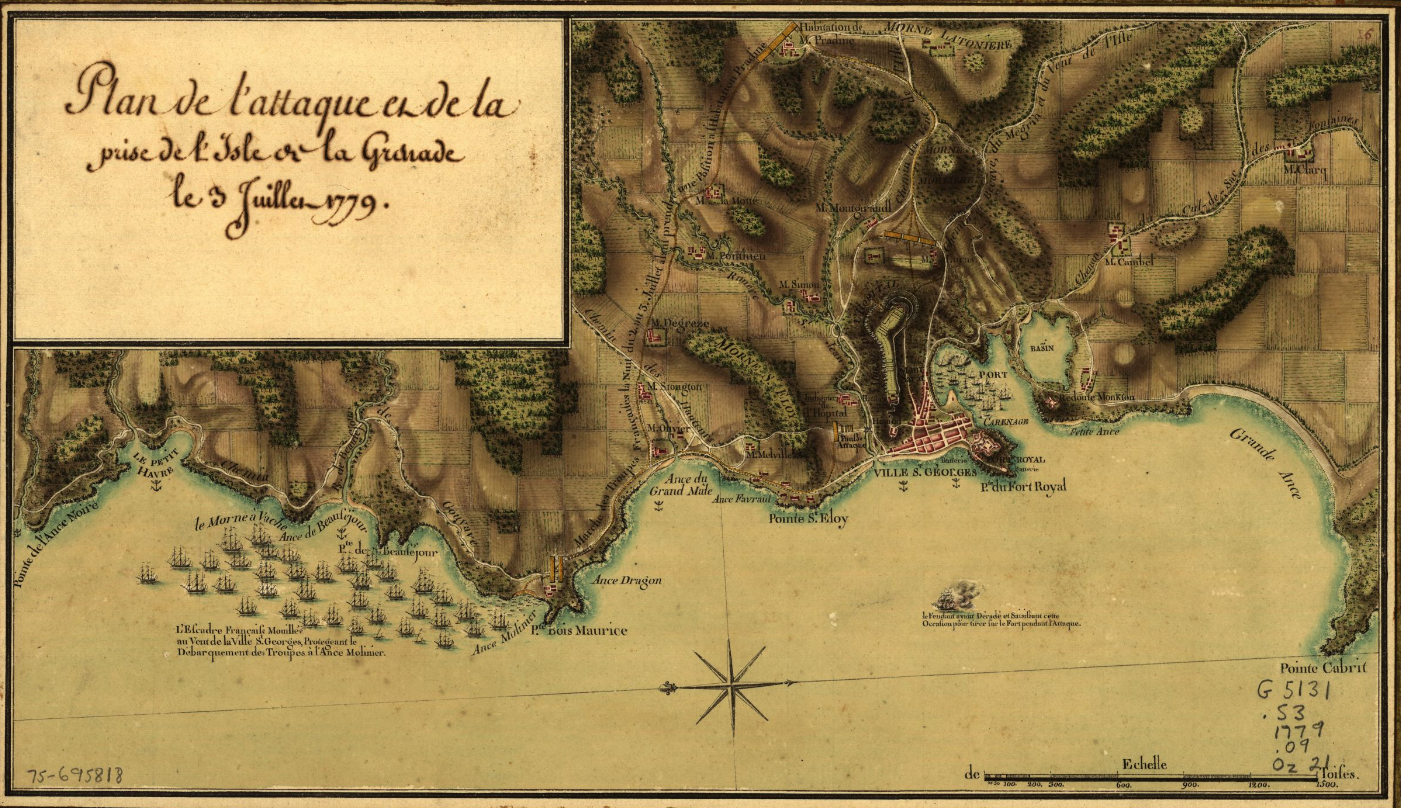
Plan de l’attaque de l’île de la Grenade en juillet 1779 par l’escadre de d’Estaing.

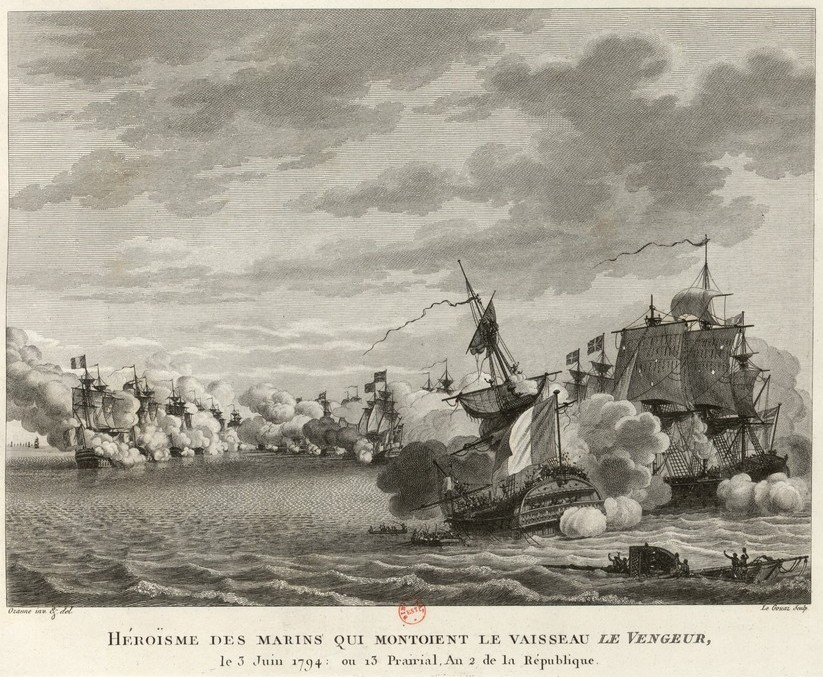
L’héroïsme du vaisseau le Vengeur du Peuple gravement touché au combat de Prairial en 1794.
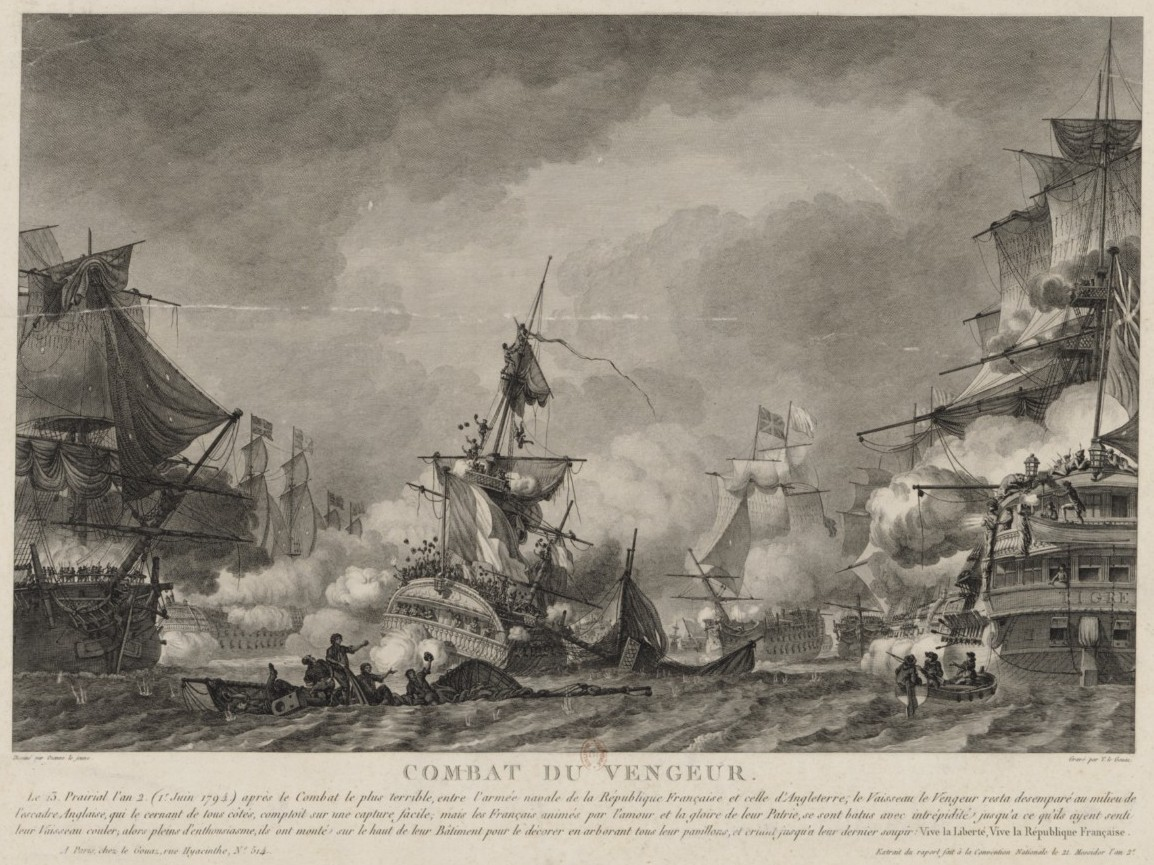
Le vaisseau le Vengeur du Peuple sombrant avec son équipage chantant La Marseillaise.
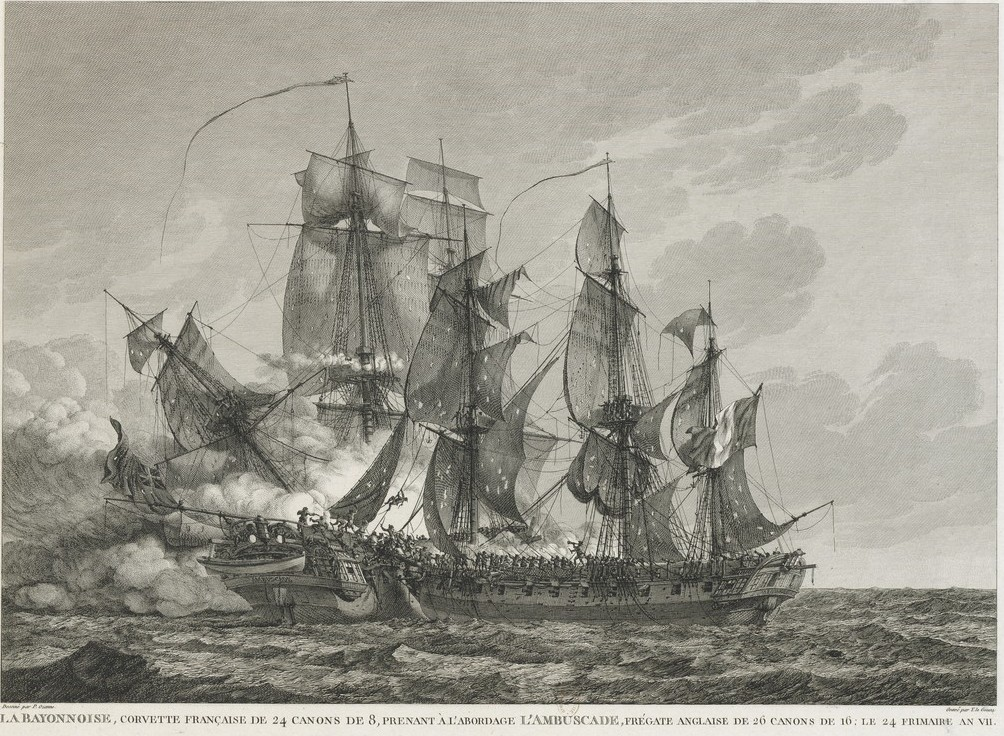
La corvette française La Bayonnaise attaquant la frégate anglaise l’Embuscade, en 1798.
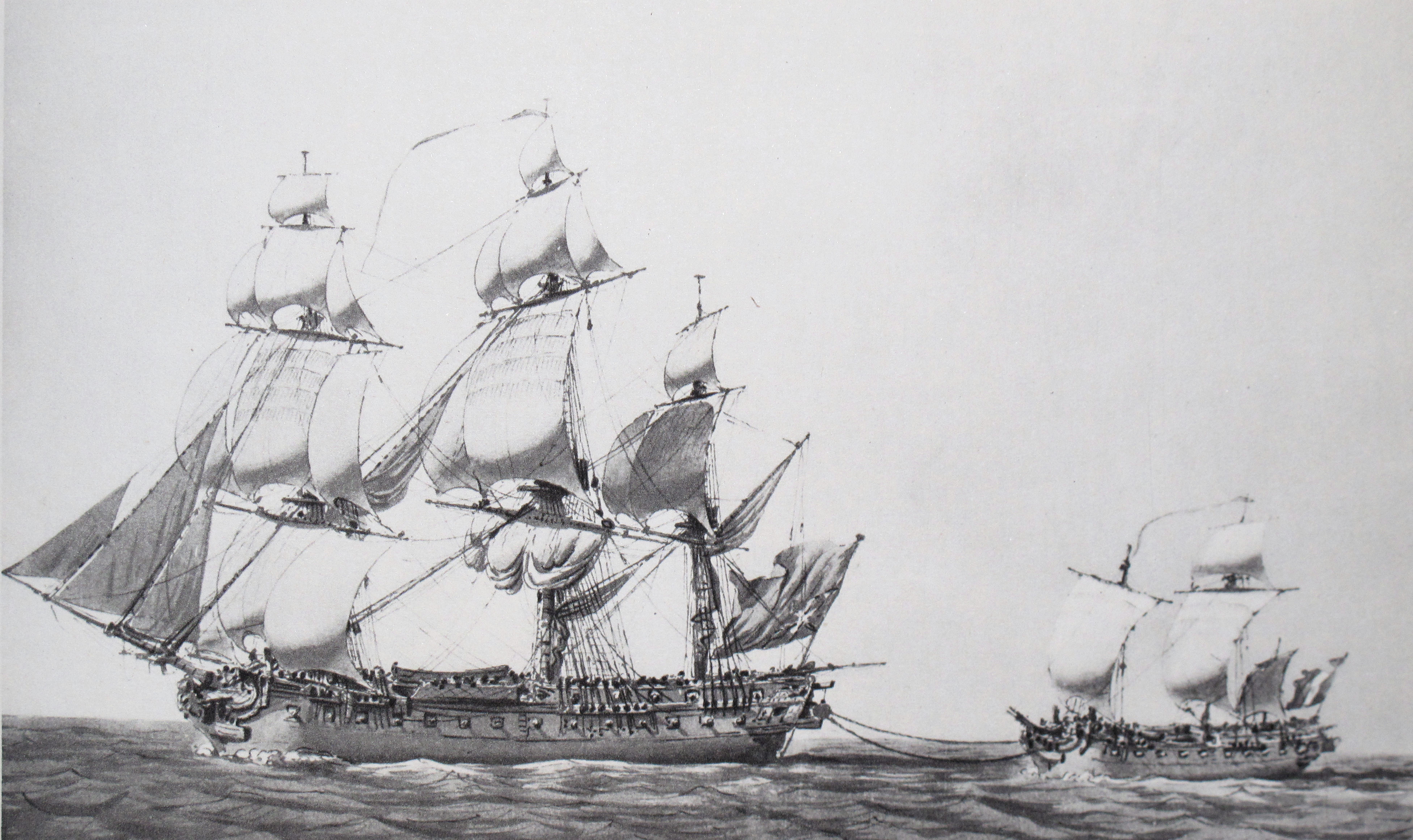
La Bayonnaise victorieuse prenant en remorque la frégate l’Embuscade après le combat.
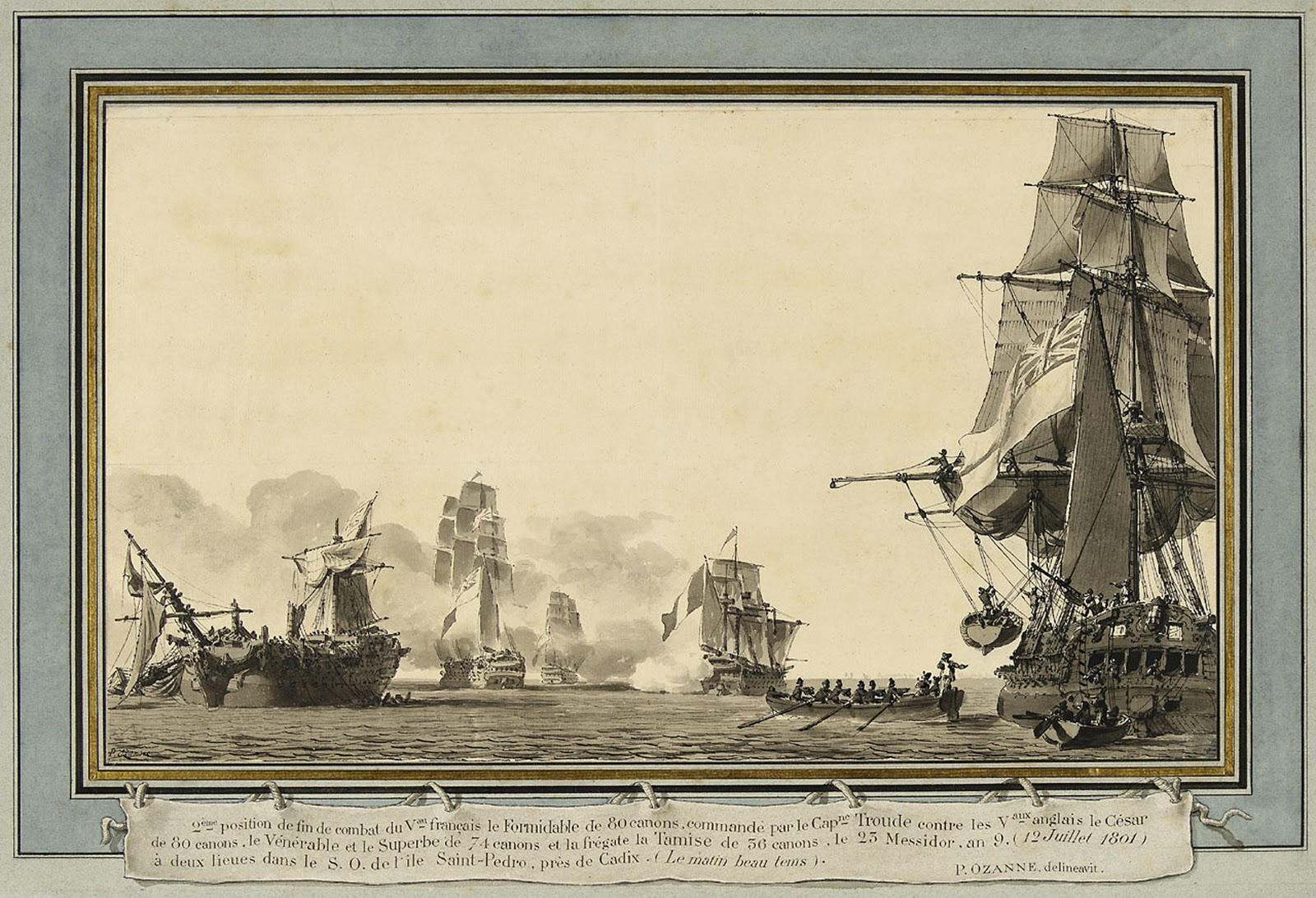
La bataille d’Algésiras, en 1801, entre deux petites flottes françaises et anglaises.

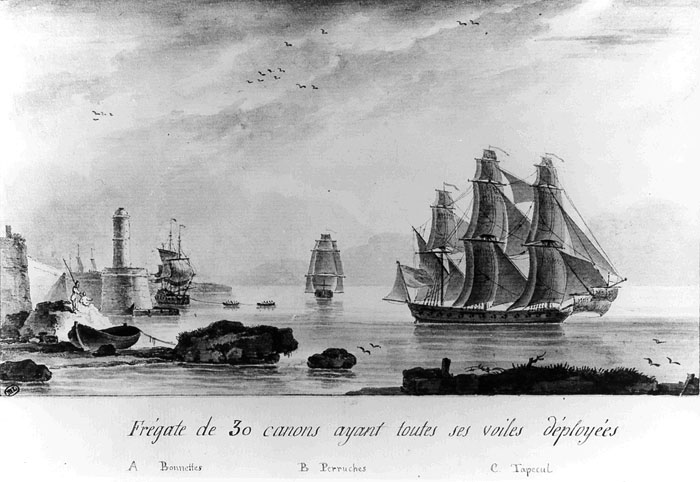
Frégate de 30 canons, voiles déployées, (sans date).
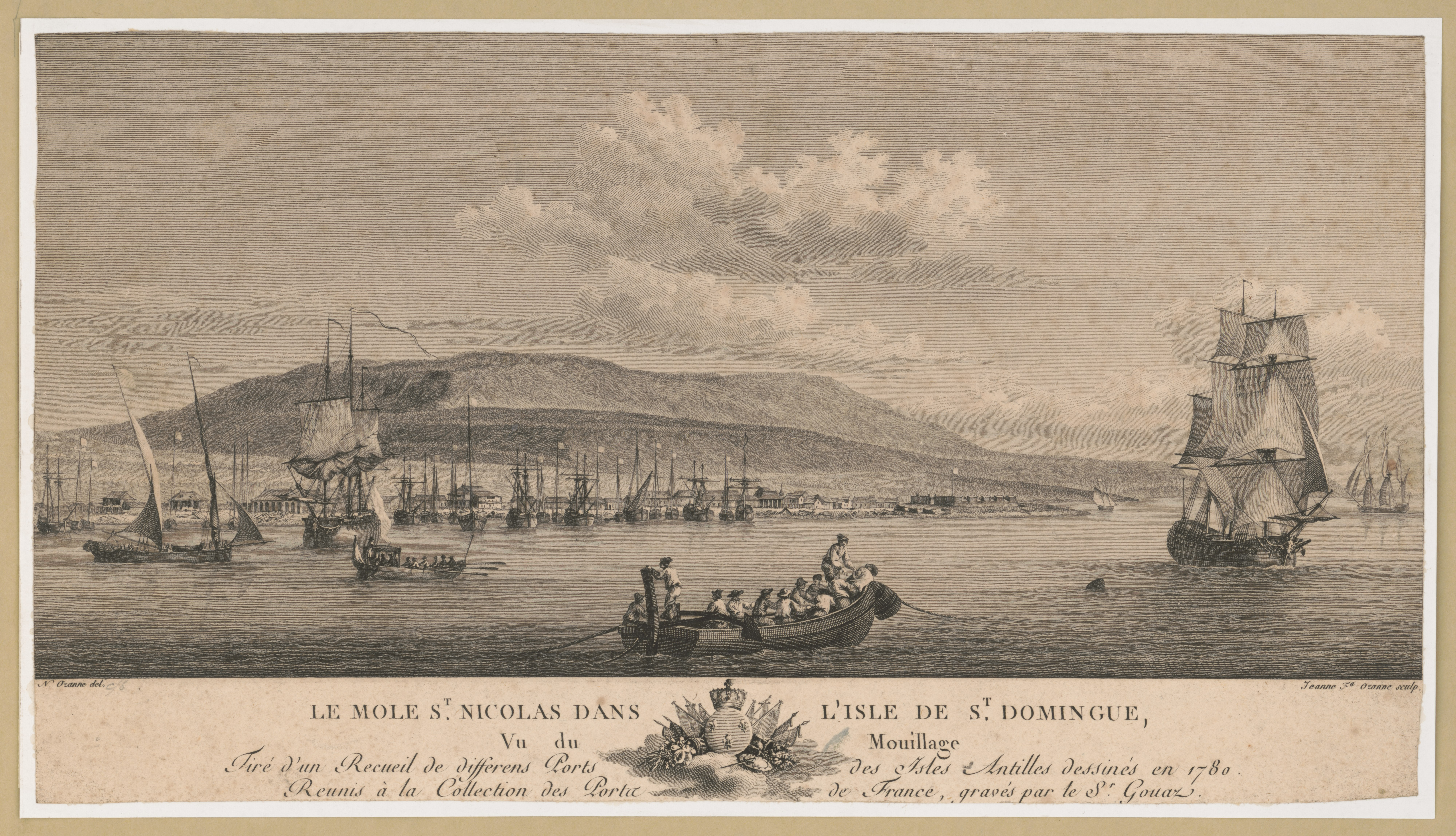
L'île de Saint-Domingue en 1780, vue du môle Saint-Nicolas.
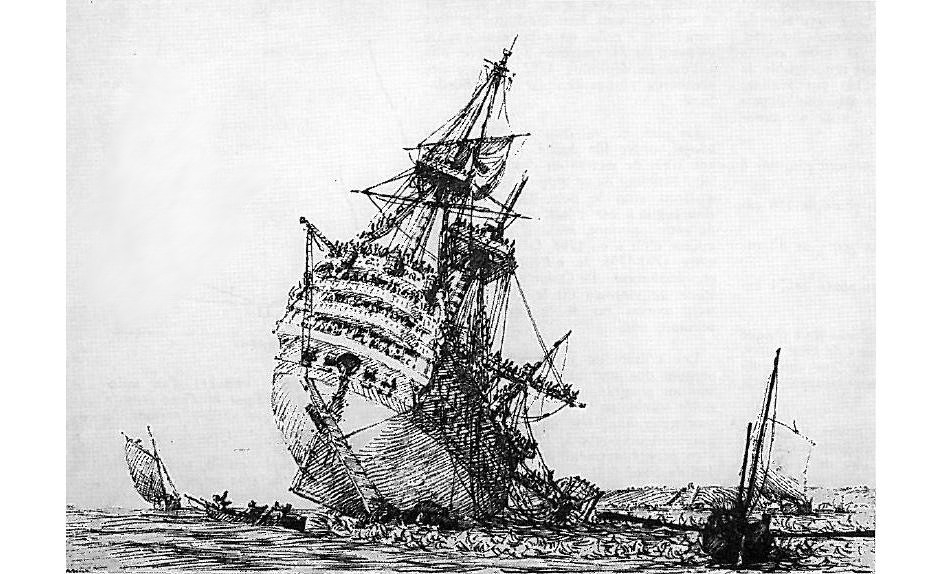
Le Républicain, ex Royal-Louis, échoué en 1794 à la sortie de Brest.
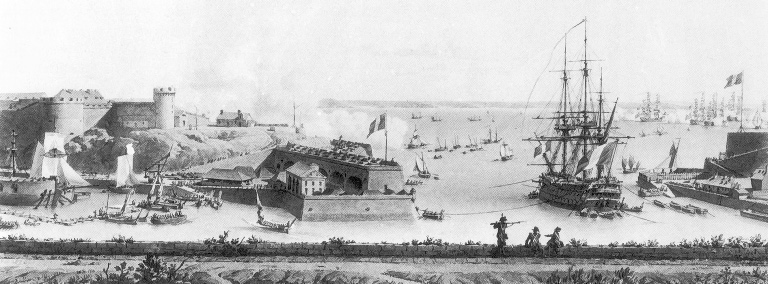
L'avant-port de Brest vu du rempart de Recouvrance (sans date).